# Traducianisme
En la teologia cristiana, el traducianisme és una doctrina sobre l'origen de l'ànima que sosté que aquest aspecte immaterial es transmet a través de la generació natural juntament amb el cos, l'aspecte material de l'ésser humà. És a dir, la propagació humana és de tot l'ésser, tant dels aspectes materials com dels immaterials: l'ànima d'un individu deriva de l'ànima d'un o dels dos pares. Això implica que només l'ànima d'Adam va ser creada directament per Déu (i que la substància d'Eva, material i immaterial, fou extreta d'Adam), en contrast amb la idea del creacionisme de l'ànima, que sosté que totes les ànimes són creades directament per Déu. Aquesta doctrina ha estat també coneguda com a generacionisme.

## Magisteri
Tot i que el Magisteri de l'Església no ha condemnat directament el traducianisme, ha promulgat diverses declaracions positives sobre la creació de les ànimes individuals, cosa que implica l'exclusió del traducianisme per via indirecta: és a dir, la de la proclamació de la doctrina oposada. Els principals documents en aquest sentit són el del papa Anastasi II el 498, la fórmula de fe anomenada de Lleó IX el 1053, la declaració de Benedicte XII el 1341 contra alguns errors dels armenis i el text del Concili del Laterà V que parla de la infusió de l'ànima en els diferents cossos; un breu apostòlic d'Alexandre VII el 1661 sobre la Immaculada Concepció de la Verge i la condemna de Rosmini per Lleó XIII el 1888. A l'encíclica Humani generis, de Pius XII, hi ha també una anotació en aquest sentit.